# Mr. Jarr and the Captive Maiden
Mr. Jarr and the Captive Maiden è un cortometraggio muto del 1915 diretto da Harry Davenport.
Tredicesimo capitolo della serie Vitagraph dedicata alle avventure comiche della famiglia Jarr.

## Produzione
Il film fu prodotto dalla Vitagraph Company of America.

## Distribuzione
Distribuito dalla General Film Company, il film - un cortometraggio in una bobina - uscì nelle sale cinematografiche statunitensi il 28 giugno 1915.